# NGC 6930
NGC 6930 est une galaxie spirale barrée vue par la tranche et située dans la constellation du Dauphin. Sa vitesse par rapport au fond diffus cosmologique est de 4 268 ± 21 km/s, ce qui correspond à une distance de Hubble de 62,9 ± 4,4 Mpc (∼205 millions d'al). NGC 6930 a été découverte par l'astronome allemand Albert Marth en 1863. Cette galaxie a aussi été observée par l'astronome américain Lewis Swift le 23 septembre 1888 et elle a été inscrite à l'Index Catalogue sous la désignation IC 1326.
La classe de luminosité de NGC 6930 est I-II et elle présente une large raie HI.
À ce jour, six mesures non basées sur le décalage vers le rouge (redshift) donnent une distance de 39,200 ± 11,971 Mpc (∼128 millions d'al), ce qui est nettement à l'extérieur des valeurs de la distance de Hubble. Notons que c'est avec la valeur moyenne des mesures indépendantes, lorsqu'elles existent, que la base de données NASA/IPAC calcule le diamètre d'une galaxie et qu'en conséquence le diamètre de NGC 6930 pourrait être d'environ 29,9 kpc (∼97 500 al) si on utilisait la distance de Hubble pour le calculer.

## Supernova
La supernova SN 2003gt a été découverte dans NGC 6930 le 29 juillet 2011 par J. Graham et W. Li dans le cadre du programme LOTOSS de l'Observatoire de Lick. Cette supernova était de type Ia et sa magnitude initial était de 16,4. 

## Groupe de NGC 6928
Selon A. M. Garcia NGC 6930 fait partie du groupe de NGC 6928. Ce groupe de galaxies renferme au moins six membres. Les autres membres du groupe sont : NGC 6928, NGC 6927A (PGC 64924), UGC 11571, UGC 11578 et UGC 11599.
D'autre part, NGC 6928 et NGC 6930 forment une paire de galaxies.